# Im singenden Rößl am Königssee
Im singenden Rößl am Königssee ist eine österreichische Filmkomödie von Franz Antel aus dem Jahr 1963 mit den Hauptdarstellern Waltraut Haas und Peter Weck sowie Ingeborg Schöner und Gunther Philipp.

## Handlung
Cordula, die tüchtige Wirtin des Hotels „Schwarz-Weisses Rössel“, hat nur noch zwei Wochen Zeit, bis die von ihrem vor fünf Jahren verstorbenen Vater testamentarisch festgesetzte Frist abläuft, binnen derer sie einen Mann aus dem Hotelgewerbe heiraten muss, wenn sie das Hotel nicht an ihren Onkel Simon verlieren will. Dieser hatte das Testament versteckt gehalten, bis es seine Nichte zufälligerweise in seinem Schreibtisch fand.
Der fesche Oberkellner Franz ist ihrer Meinung nach der Richtige für sie. Franz interessiert sich aber nur für andere Frauen. Als die hübsche Hotelfachschülerin Monika Jensen eintrifft, glaubt er, in ihr die große Liebe seines Lebens gefunden zu haben.
Cordula versucht alles, um Franz doch noch für sich zu gewinnen, bleibt aber zunächst erfolglos.
Als Franz seinen Zwillingsbruder Benedikt ins Hotel holt, damit dieser für ihn eine Haftstrafe absitzt, die Franz für zu schnelles Fahren bekommen hat, wird das Durcheinander jedoch noch größer, ehe sich am Ende alles so fügt, wie Cordula es sich erhofft hatte.

## Produktion

### Produktionsnotizen
Produktionsfirma war die Wiener Stadthalle – Stadion Betriebs- und Produktions GmbH (Wien), Produktionsleitung Karl Spiehs und Heinz Pollak.

### Lieder im Film
- Peter Weck: Weil jeder Gast ein König ist bei uns am Königssee
- Peter Hinnen: Siebentausend Rinder
- Trude Herr: Französisch sprechen kann ich fast gar nicht
- Manuela: Schuld war nur der Bossa Nova

### Hintergrundnotizen
Nach dem Erfolg der Operetten-Adaption Im weißen Rößl (1960) und Franz Antels Im schwarzen Rößl (1961) wünschte die Constantin Film einen weiteren Rößl-Film. So drehte Antel, unterstützt von Karl Spiehs, dem Bevollmächtigten der Wiener-Stadthalle-Filmproduktion, am Mondsee und am Wolfgangsee einen neuen Film nach dem Vorbild von Johann Nestroys Stück Der Färber und sein Zwillingsbruder (1840).
Über den eigenartigen Verleihtitel urteilte Antel, der Königssee habe wohl deutsche Patrioten magnetisch ins Kino ziehen sollen, und „das singende Rößl muß einer dumpfen Assoziation zwischen Lipizzanern und Sängerknaben entsprungen sein.“

## Rezeption

### Veröffentlichung, Erfolg
Kinostart war in Deutschland am 11. Oktober 1963. Der Film erschien am 14. Februar 2014 in der Reihe „Juwelen der Filmgeschichte“ auf DVD, herausgegeben von Alive.
Der Film wurde tatsächlich ein Erfolg und stellte „eine Art Blaupause für die Wörthersee-Klamaukfilme von Karl Spiehs dar.“

### Kritik
TV Spielfilm konnte dem Film wenig abgewinnen und schrieb:

„Hier geben sich die müden Witze und die sattsam bekannten Irrungen und Wirrungen die Klinke in die Hand. Das tut keinem weh, aber so richtig Spaß macht das auch nicht. Tralala und Hopsassa nach bewährtem Heimatfilm-Muster. Fazit: Muffige, witzarme Heimatfilmposse.“

Auch das Lexikon des internationalen Films war ähnlicher Meinung: 

„Ein durch Schlager angereicherter Verwechslungsschwank, dessen „Humor“ an der Grenze des Zumutbaren angesiedelt ist.“

In dieselbe Kerbe schlug auch das Lexikon Filme im Fernsehen: 

„Angesiedelt ist die Story dieses billigen Schwanks in einem Hotel im Salzkammergut. (Wertung: 1½ von 4 möglichen Sternen – mäßig)“

Auch Kino.de sprach von „albernem Verwechlungsklamauk für die Zielgruppe“, einer „Mischung aus Heimaftfilmklischees“ und „Schlagern“.